# Asan
Asan je město v Jižní Koreji, v provincii Jižní Čchungčchong. na severu hraničí s provincií Kjonggi a soulskou metropolitní oblastí – tzv. Velkým Soulem. Populace dosahuje čtvrt milionu obyvatel. Ve městě se nachází několik horkých pramenů a lázně.
Město má společnou stanici rychlovlaků KTX se sousedním Čchonanem a doprava ze soulu rychlovlakem trvá přibližně 30 minut. Z Mezinárodního letiště Inčchon trvá doprava autem přibližně dvě hodiny.
Město patří mezi rychle se rozvíjející část provincie Jižní Čchungčchong, nachází se zde mnoho továren, své výrobní závody tu mají mimo jiné společnosti Hyundai Motor, Samsung LCD a Samsung Electronic. Je tu také několik univerzit. Jako přístav slouží sousední město Pchjongtchek.

## Partnerská města
- Lansing, Michigan, Spojené státy americké
- Miskolc, Maďarsko
- Ninh Binh, Vietnam
- Petaling Jaja, Malajsie
- Wej-fang, Čína

## Osobnosti
- Jon Po-son, bývalý prezident Jižní Koreje
- I Sun-šin (* 1545, Soul), vojevůdce